# Hamon (espadería)

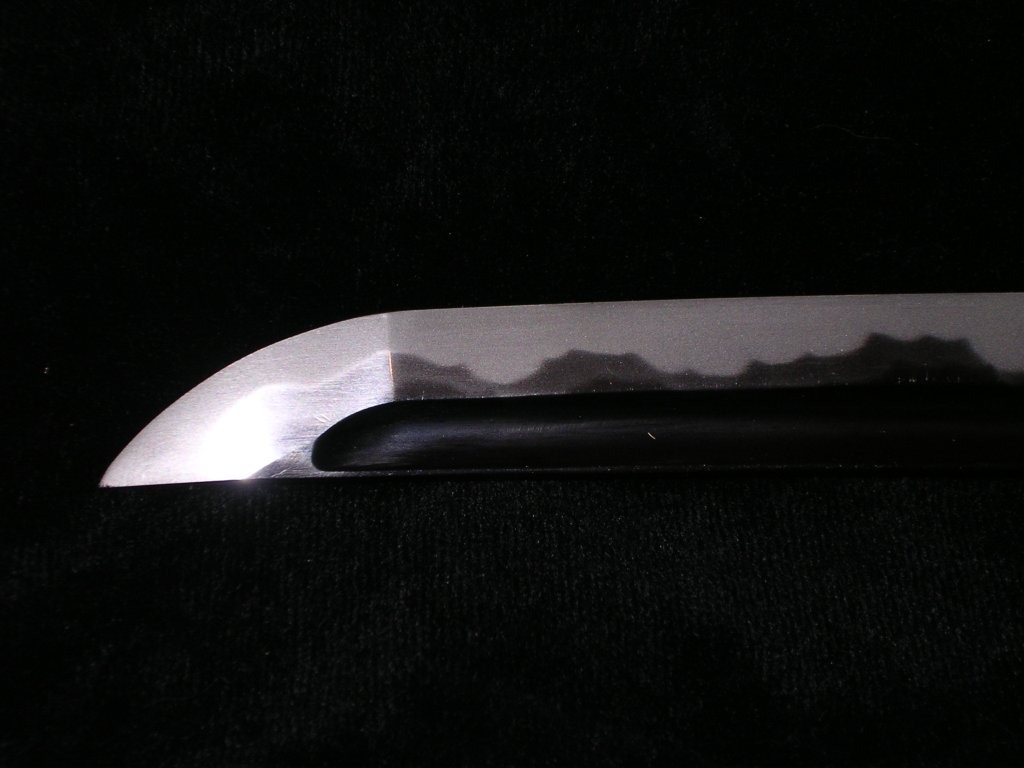
Kissaki (kitana), mostrando al hamon como el contorno del yakiba. El nioi aparece débilmente como la línea brillante que sigue al hamon, especialmente visible en la punta.

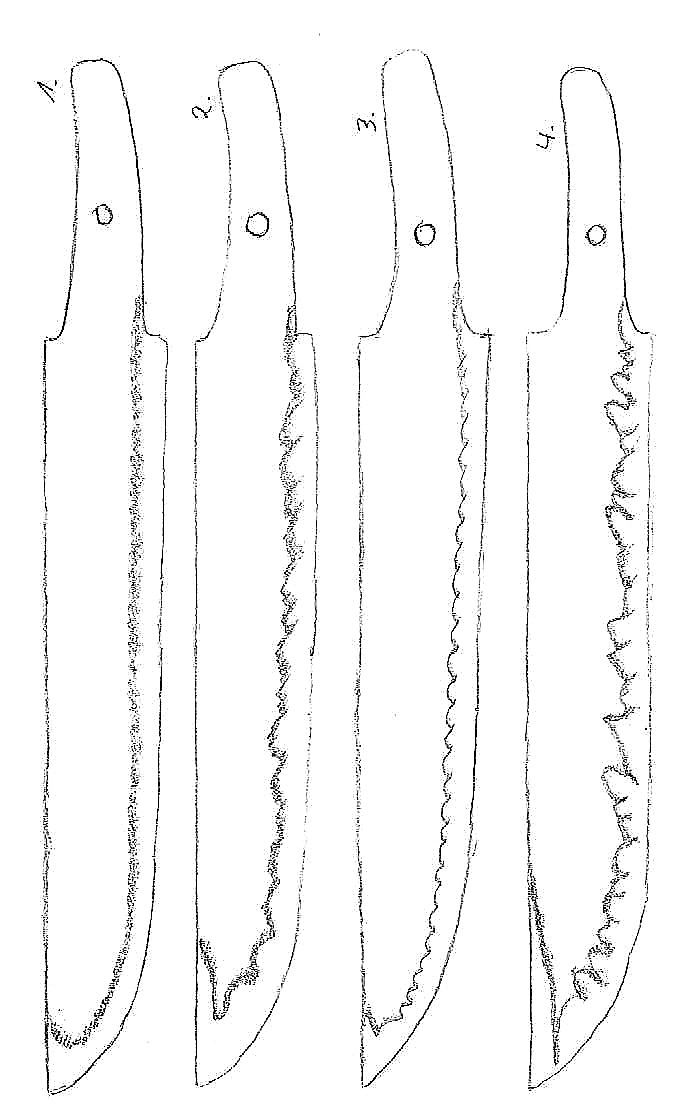
Tipos de hamon

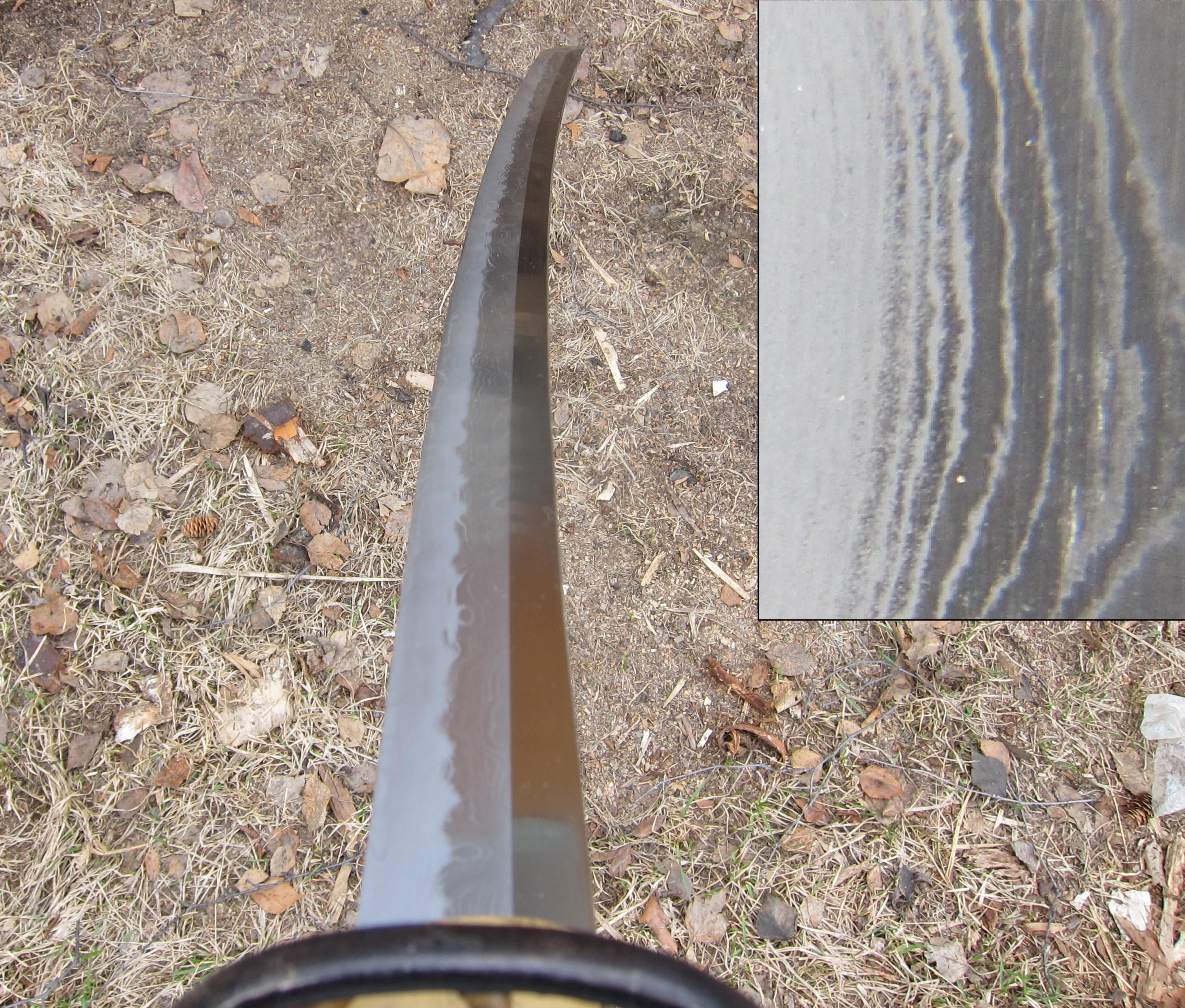
Katana se muestra en un ángulo largo para revelar el nioi. Recuadro: Primer plano del hamon, que muestra al nioi como el área moteada entre el brillante yakiba y la hira más oscura. Las motas son niye, o granos individuales de martensita rodeados de perlita, que proporcionan un límite muy duro entre los metales más duros y más blandos. (Algunos niye más grandes y aislados también son visibles lejos del hamon).

En la forja de espadas japonesa, hamon (刃文 lit. patrón de cuchilla?) es un efecto visual creado en la cuchilla por el proceso de endurecimiento diferencial. El hamon es la línea del contorno de la zona endurecida (yakiba) que contiene el filo (ha). Las cuchillas endurecidas diferencialmente tienen un filo más duro que el recazo (mune) (por ejemplo: recazo 40 HRC versus borde 58 HRC). Esta diferencia en la dureza resulta de la aplicación de arcilla sobre la cuchilla (tsuchioki) antes del proceso de enfriamiento (templado). Menos o ninguna arcilla sobre el filo permite que se enfríe más rápido, lo que lo hace más duro pero más frágil, mientras que más arcilla hace que el centro (hira) y el recazo se enfríen más lentamente, conservando así su resistencia.
El hamon describe la transición entre la región de acero martensítico más duro en el filo de la hoja y el acero perlítico más blando en el centro y la parte posterior de la espada. Esta diferencia en dureza es el objetivo del proceso; La apariencia es puramente un efecto secundario. Sin embargo, las cualidades estéticas del hamon son bastante valiosas, no solo como prueba del tratamiento de endurecimiento diferencial sino también en su valor artístico, y los patrones pueden ser bastante complejos. 
Muchas reproducciones modernas no tienen hamon natural porque están completamente endurecidas monosteel; La apariencia de un hamon se reproduce a través de diversos procesos, como el grabado ácido, el chorro de arena u otros más crudos, como el cepillado de alambre. Algunas reproducciones modernas con hamons naturales también están sujetas a grabado ácido para mejorar la prominencia de sus hamons. Un verdadero hamon puede distinguirse fácilmente por la presencia de un "nioi", que es una línea brillante y moteada de unos pocos milímetros de ancho, que sigue la longitud del hamon. El nioi generalmente se ve mejor en ángulos largos, y no se puede falsificar con grabado u otros métodos. Cuando se ve a través de una lente de aumento, el nioi aparece como una línea brillante, formada por muchos granos de martensita brillantes, que están rodeados de perlita más oscura y suave.

## Orígenes
Según la leyenda, Amakuni Yasutsuna desarrolló el proceso de endurecimiento diferencial de las cuchillas alrededor del siglo VIII. El emperador regresaba de la batalla con sus soldados cuando Yasutsuna notó que la mitad de las espadas estaban rotas: 

Amakuni y su hijo, Amakura, recogieron las cuchillas rotas y las examinaron. Estaban decididos a crear una espada que no se rompería en combate y se encerraron en reclusión durante 30 días. Cuando reaparecieron, llevaron consigo la hoja curva. La primavera siguiente hubo otra guerra. De nuevo los soldados regresaron, solo que esta vez todas las espadas estaban intactas y el emperador sonrió a Amakuni.

 Aunque es imposible determinar quién inventó la técnica, las cuchillas sobrevivientes de Yasutsuna alrededor de 749–811 dC sugieren que, al menos, Yasutsuna ayudó a establecer la tradición de endurecer las cuchillas de manera diferencial.